# Letsie III của Lesotho
Letsie III (tên khai sinh: David Mohato Bereng Seeiso; 17 tháng 7 năm 1963) là vua trị vì của Vương quốc Lesotho. Letsie III kế nhiệm cha mình (vua Moshoeshoe II) từ tháng 2 năm 1996, sau khi vua Moshoeshoe II mất trong một tai nạn xe hơi.
Ông được đạo tạo tại trường cao đẳng Ampleforth thuộc Anh Quốc. Từ đó, ông tiếp tục theo học tại trường đại học quốc gia Lesotho và tốt nghiệp bằng cử nhân ngành Luật. Sau đó, ông học tại đại học Bristol, đại học Cambridge và đại học London. Năm 1989, sau khi hoàn thành các khóa học, ông trở về Lesotho.

## Gia đình
Vua Letsie III kết hôn với Karabo Mots'oeneng vào năm 2002 và có hai người con gái và một con trai:
- Princess Mary Senate Mohato Seeiso, sinh ngày 7 tháng 10 năm 2001.
- Princess 'M'aSeeiso, sinh ngày 20 tháng 11 năm 2004.
- Prince Lerotholi David Mohato Bereng Seeiso, sinh ngày 18 tháng 4 năm 2007.